# Rhipidolestes yangbingi
Rhipidolestes yangbingi är en trollsländeart som beskrevs av Davies 1998. Rhipidolestes yangbingi ingår i släktet Rhipidolestes och familjen Megapodagrionidae. Inga underarter finns listade i Catalogue of Life.